# Tilia johnsoni
Espèce
Tilia johnsoni est une espèce éteinte de tilleuls. C'est un parent des tilleuls modernes. L'espèce est connue grâce à des feuilles fossiles trouvées dans des couches de l'Éocène situées dans le nord de l'État de Washington et dans une formation identique en Colombie Britannique, au Canada,.

## Histoire et classification
Les feuilles fossiles de Tilia johnsoni ont été trouvées en deux endroits d'Amérique du Nord : la Klondike Mountain Formation (en) près de l'état de Washington datant de 49 millions d'années et la localité de Quilchena (en) près de Merritt, en Colombie-Britannique (Canada).
Le pollen fossile recueilli a permis de les relier au genre Tilia, à partir d'un site plus vaste à Okanagan Highland (en), localisé dans une Formation  sédimentaire d'Allenby, près de Princeton, dans un site de fossiles près de Falkland (en), les McAbee Fossil Beds près de Kamloops, le Hat Creek Amber (en) et le Driftwood Canyon Provincial Park près de Smithers .
Les sites d'Okanagan Highland datent en général de l'Éocène.
Tilia johnsoni a été décrit à partir d'une simple feuille, le holotype étant UW 39712, dans les collections paléobotaniques du Burke Museum, et (counterpart (en)) UCMP 9291 dans le Musée de paléontologie de l'université de Californie (en).
Travaillant sur ce spécimen recueilli dans l'État de Washington en 1980, le fossile a été étudié par Jack A. Wolfe de l'Université de Californie et Wesley C. Wehr (en) du Burke Museum.
Ils ont publié leur description en 1987. L'épithète spécifique johnsoni est un patronyme attribué en reconnaissance de l'aide apportée à Wolfe et Wehr par un jeune scientifique Kirk Johnson (en), devenu directeur du National Museum of Natural History du Smithsonian.

## Description
La feuille type de Tilia johnsoni présente une veinure palmée, orbiculaire, elle est cordiforme. La veine centrale est raccordée à trois paires de veines secondaires. La bordure est dentée.